# Хірургічна корекція статі
Хірургічна корекція статі — хірургічна операція (операції) для приведення у відповідність фізичного вигляду трансгендерів з їх самосприйняттям.
Хірургічна корекція статі може бути виконана в двох варіантах:  FtM (Female to Male), тобто зміна  жіночої фізичної статі на  чоловічу і  MtF (Male to Female) — з чоловічої на жіночу. Другий варіант є більш поширеним.
Дані операції покликані усунути дисонанс між фізичною і психічною статтю у транссексуалів. У більшості країн зміна документів у транссексуалів можлива тільки після хірургічного втручання. Однак стать людини змінити неможливо, так що хірургічна корекція є лише корекцією геніталій та вторинних статевих ознак.
Перша в світі операція була зроблена в 1931 році Лілі Ельбе, чоловікові данської художниці  Герди Вегенер.

## Хірургічна корекція статі у MtF-транссексуалів
Операції з корекції статі у MtF-транссексуалів можуть включати наступні втручання:
1. фемінізуючу  маммопластику (збільшення або зміна положення грудей);
2. орхіектомією (видалення яєчок);
3. пенектомію (видалення тіла пеніса);
4. фемінізуючу вагінопластику (створення подоби вагіни зі шкіри члена методом пенільної інверсії, статевих губ зі шкіри мошонки і голівки клітора з клаптика головки статевого члена);
5. ліпосакцію (видалення надлишкових жирових відкладень на животі і талії);
6. фемінізуючу  лицьову хірургію (зміна брів, повік, вилиць, підборіддя, носа в тому числі шляхом сточування кісток черепа);
7. довічну гормональну терапію через відсутність статевих залоз.

## Хірургічна корекція статі у FtM-транссексуалів
Операції з корекції статі у FtM-транссексуалів можуть включати наступні втручання:
1. маскулінізуючу  маммопластику (видалення молочних залоз, зменшення соска);
2. оваріектомію з  гістеросальпінгоектомією, або інакше  жіночу кастрацію (видалення матки, фаллопієвих труб і яєчників);
3. вагінектомію або маскулінізуючу  вагінопластику (видалення або хірургічне закриття вагіни);
4. фалопластику (створення подоби пеніса з тканин тіла) або метоїдіопластіка (створення подоби пеніса з клітора);
5. імплантацію силікону (збільшення підборіддя, литкових м'язів тощо);
6. ліпосакцію (видалення жирових відкладень в грудях, животі і на сідницях);
7. довічну  гормональну терапію через відсутність статевих залоз.

Однак не всі транссексуали, як FtM, так і MtF, роблять весь можливий обсяг операцій з корекції статі. Також не тільки транссексуали можуть робити деякі з перерахованих вище операцій з метою більшої маскулінізації або, навпаки, фемінізації.

## Хірургічна корекція статі в інтерсекс-людей
Хірургічна корекція статі в інтерсекс-людей часто залежить від конкретного виду інтерсекс-порушення репродуктивної системи.

## Відомі люди, які провели втручання
- Андреас Крігер — спортсмен з НДР
- Сестри Вачовскі — кінорежисери
- Дана Інтернешнел — ізраїльська співачка
- Баліан Бушбаум — німецький спортсмен, транссексуальний чоловік
- Брендон Тіна — жертва злочину на ґрунті ненависті
- Чез Боно — син Шер, ЛГБТ-правозахисник, письменник, актор і музикант
- Біллі Тіптон — американський піаніст, саксофоніст і джазовий музикант
- Томас Біті — перший «вагітний чоловік»
- Кім Петрас — німецька співачка
- Андреа Пеїч — австралійська модель
- Елліот Флетчер — актор, музикант, ЛГБТ-правозахисник
- Кейтлін Дженнер — американська телезірка, олімпійський чемпіон з легкої атлетики

## Операція і релігія
В 1989 році «Академія ісламського права» при  Всесвітній ісламській лізі, винесла рішення згідно з яким зміна статі чоловіком, який досяг повного статевого дозрівання, а також жінкою, що досягла повного статевого дозрівання, є харамом (забороненою дією). Дані дії належать до великих гріхів. Людина, яка скоїла такий вчинок повинна бути покарана, бо це прирівнюється до зміни творінь Всевишнього.

## Народження дітей
Жінки, які змінили свою стать на чоловічу, можуть завагітніти при певних обставинах. Для цього має зберегтися матка і бути припинений прийом гормональних засобів. Відомо про кілька подібних випадків вагітності. Так, наприклад, в Австрії жінка, яка змінила стать народила дитину. При операції зі зміни статі вона зберегла матку. Дитина була зачата природним шляхом.